# دست‌های خالی
دست‌های خالی فیلمی به کارگردانی و نویسندگی ابوالقاسم طالبی و تهیه‌کنندگی محمدرضا تخت‌کشیان محصول سال ۱۳۸۵ است که در مهر ماه ۱۳۸۶ بر روی پرده سینما رفته‌است.

## خلاصه داستان
حوریه که سال‌هاست از اسارت پدرش، امیرحسین، به دست عراقی‌ها می‌گذرد، نسبت به خروج‌های بی‌موقع مادرش، مریم، از منزل مشکوک است و این شک با تلفن‌های ناشناسی که به او می‌شود و در آنها از تصمیم مریم برای ارتباط با یک مرد دیگر صحبت می‌شود افزایش می‌یابد. اما طولی نمی‌کشد حوریه متوجه می‌شود مادرش در این مدت به عیادت امیرحسین که به تازگی آزاد شده و در بیمارستان به سر می‌برد می‌رفته‌است. امیرحسین که مبتلا به موج‌گرفتگی است به خانه بازمی‌گردد ولی ازدحام‌های پیرامونی و آلودگی‌های صوتی حالش را متشنج می‌کند، ضمن آن که تلفن‌های ناشناس این بار به او هم می‌شود و سلامتش را به مخاطره می‌اندازد. با پیشنهاد حوریه، همه تصمیم می‌گیرند مدتی از تهران دور باشند و به شمال بروند. در سفر عده‌ای از هم‌رزمان سابق امیرحسین نیز به او ملحق می‌شوند. مزاحمت‌های تلفنی همچنان ادامه دارد و در یکی از آنها، به حوریه اعلام می‌شود که فیلم حاوی ارتباط غیراخلاقی مادرش با یک غریبه را از یک زن داخل رستورانی در شهر بگیرد. حوریه نزد زن جوان که معتاد است می‌رود و با او درگیر می‌شود و طی درگیری، شخصی ناشناس به زن معتاد چاقو می‌زند و او را می‌کشد و قتل به گردن حوریه می‌افتد و حکم اعدامش صادر می‌شود. امیرحسین از طریق هم‌رزمانش متوجه می‌شود همه این ماجراها نقشه‌ای بود از طرف پدر یکی از بسیجی‌هایی که تحت تأثیر او به جبهه آمده و کشته شده و حالا پدر او درصدد انتقام جویی از امیرحسین است و با این نقشه انتقام خود را گرفته و اکنون نیز به خارج گریخته‌است. امیرحسین که از تعقیب این فرد توطئه‌گر ناامید شده، نزد سنجری، پدر دختر مقتول، می‌رود و از او می‌خواهد از قصاص حوریه صرف نظر کند، اما سنجری که یک معتاد الکلی از خدا بریده‌است، پس از رفت و آمدهای مکرر امیرحسین، سرانجام به این شرط که او بتواند شفای پسر بیمارش را از امام حسین بگیرد، حاضر به گذشت می‌شود. امیرحسین یک شبانه‌روز دعا می‌کند و سرانجام معجزه رخ می‌دهد و پسر حالش خوب می‌شود.

## بازیگران
- خسرو شکیبایی در نقش «امیرحسین»؛ پدر حوریه
- مریلا زارعی در نقش «حوریه»
- فاطمه گودرزی در نقش «مریم»؛ همسر امیرحسین
- مسعود رایگان در نقش «سنجری»؛ پدر مقتول
- اصغر نقی‌زاده در نقش هم‌رزم امیرحسین
- زهرا داودنژاد در نقش «کتی»؛ دوست حوریه
- حسن شکوهی در نقش شاهد قتل
- علیرضا کمالی نژاد
- محمدعلی ساربان
- ماشاءالله شاهمرادی
- محسن امیری
- نوا عارف
- سارا سلطانی
- آزاده احمدیان
- علیرضا اوجاقی
- شهرام تیموریان
- امید محمدزاده
- حمیدرضا عبادتی
- محمود منصورنژاد

## جشنواره‌ها
جشنواره‌های فیلم دست‌های خالی به شرح زیر است.
- تندیس بهترین عکاسی (علی نیک‌رفتار) دوازدهمین دوره جشن خانه سینما
- کاندیدا نقش اول زن (مریلا زارعی) یازدهمین دوره جشن خانه سینما
- کاندیدا نقش اول مرد (خسرو شکیبایی) یازدهمین دوره جشن خانه سینما
- کاندیدا نقش دوم زن (فاطمه گودرزی) یازدهمین دوره جشن خانه سینما
- شرکت در بیست و پنجمین دوره جشنواره فیلم فجر